# طواف إيطاليا 1992
طواف إيطاليا 1992 هو سباق دراجات هوائية أقيم في إيطاليا بتاريخ 24 مايو — 14 يونيو، تكون السباق من 22 مرحلة وامتدّ لمسافة 3843 كم بسرعة 37.092 كم/س، استغرق السباق 103 ساعة 36 دقيقة 08 ثانية. فاز به الإسباني ميغيل إندوراين.

## الترتيب
| م                     | الدرّاج          | البلد   | الزمن                      |
| --------------------- | --------------- | ------- | -------------------------- |
| الفائز بالترتيب العام | ميغيل إندوراين  | إسبانيا | 103 ساعة 36 دقيقة 08 ثانية |
| حسب النقاط            | ماريو تشيبوليني | إيطاليا | -                          |